# Ankaran község
Ankaran község (szlovénul Občina Ankaran) Szlovénia 212 alapfokú közigazgatási egységének, azaz községének egyike. Központja - és egyetlen beosztott települése - Ankaran kisváros. Lakosainak száma 3253 fő (2020. július 1.).

## Elhelyezkedése
Ankaran község az Adriai-tenger szlovéniai partján, Koper városától északra helyezkedik el, közel az olasz határhoz (egy rövid szakaszon határos is Olaszországgal). Kopertől 6,7, a közeli olasz Muggiától 5,4 kilométerre helyezkedik el. A legközelebbi nagyobb város az olaszországi Trieszt mintegy 20 kilométerre található.
A községet a tenger kivételével minden oldalról körülöleli Koper városi község, így csak ezzel határos.

## Története
Szlovénia megalakulását követően Ankaran kisváros Koper városi községhez tartozott. Már 1999-ben felmerült, hogy Hrvatini településsel együtt kiváljanak Kopertől, és új községet alkossanak, de ekkor még elvetették az ötletet. 2006-ban azonban helyi népszavazást tartottak ugyanerről a tervről, mely azonban elbukott: a lakosság 66 százaléka amellett szavazott, hogy továbbra is Koperhez tartozzanak.
2009-ben ismét népszavazást tartottak a kérdésről, ahol 56 százalékkal többséget kapott az elszakadás, ekkor két község: Mirna és Ankaran létrehozásáról volt szó, ám csak Mirna jött létre, Ankaran létrehozását a Nemzeti Tanács elutasította. Az ankaniak a szlovén alkotmánybírósághoz fordultak, mely 2011. június 9-én kelt ítéletében Ankan község létrehozása előtt utat nyitott.

## Népesség
| Lakosok száma | 3237 | 3227 | 3205 | 3216 | 3215 | 3253 |
|               | 2015 | 2016 | 2017 | 2018 | 2019 | 2020 |

## Fordítás
- Ez a szócikk részben vagy egészben  az   Občina Ankaran című szlovén Wikipédia-szócikk ezen változatának fordításán alapul.  Az eredeti cikk szerkesztőit annak laptörténete sorolja fel. Ez a jelzés csupán a megfogalmazás eredetét és a szerzői jogokat jelzi, nem szolgál a cikkben szereplő információk forrásmegjelöléseként.